# 匸部
匸部為漢字索引中的部首之一，計二畫，是康熙字典214個部首中的第23個（二畫的中為第17個）。匸部構字時通常形成上左下半包圍結構。一字帶「匸」且無其他部首時歸為匸部。
中華民國教育部推薦的國字標準字體中，匸部與匚部不同。傳統漢字正楷中，「匸」的橫向左出頭，第二筆在國字標準字體寫法中為豎曲，呈弧角；「匚」的橫不向左出頭，第二筆起筆處與橫的起筆處相接，且第二筆多為豎折，呈方角。
在中文簡化字中，所有原從「匸」的字皆改從「匚」，匸部合併至匚部，且没有保留附形部首。日本新字體中亦有一些從「匸」的字改從「匚」。

## 部首單字解釋
躲閃掩藏。見《說文》。

## 字形

甲骨文
金文
大篆
小篆

## 名稱
- 漢語：匸部（拼音：xìbù，注音：ㄒㄧˋ ㄅㄨˋ）、區字框
- 日語：
- 朝鲜語：

## 字例
| 部首外筆畫 | 字例 -{  |
| ---------- | -------- |
| 0          | 匸       |
| 2          | 区匹     |
| 5          | 医㔷     |
| 6          | 匼       |
| 7          | 匽       |
| 9          | 匾匿區匿 |
| 10         | 㔸       |
| 20         | 𠥹 }-    |